# Miletus ageles
Miletus ageles är en fjärilsart som beskrevs av Hans Fruhstorfer. Miletus ageles ingår i släktet Miletus och familjen juvelvingar. Inga underarter finns listade i Catalogue of Life.